# Pagode de Vincennes

La pagoda en el Bois de Vincennes es la sede de la Unión Budista de Francia. Se encuentra en el Bois de Vincennes, en el XII Distrito de París, en dos de los restos de la exposición colonial de 1931, el «pabellón de Camerún» y «bandera de Togo». En este recinto de 8000 m2, situado al borde del lago Daumesnil, se encuentran dos edificios de notable arquitectura diseñados por Louis-Hippolyte Boileau y Charles Carrière.
Alberga el Buda más alto de Europa y las reliquias del Buda histórico donadas por Tailandia a Francia. Dentro de sus terrenos se encuentra el templo budista tibetano de Kagyu-Dzong.
El más imponente, el antiguo pabellón de Camerún 28 mètres altura, fue restaurado por primera vez y transformado en pagoda para el ejercicio del culto en 1977. Se sometió a una segunda restauración en 2015 . La restauración del segundo, que es el antiguo pabellón de Togo, está prevista por el Ayuntamiento de París. Contará con una biblioteca donde se reunirán los textos sobre las diversas tradiciones budistas.

## Historia

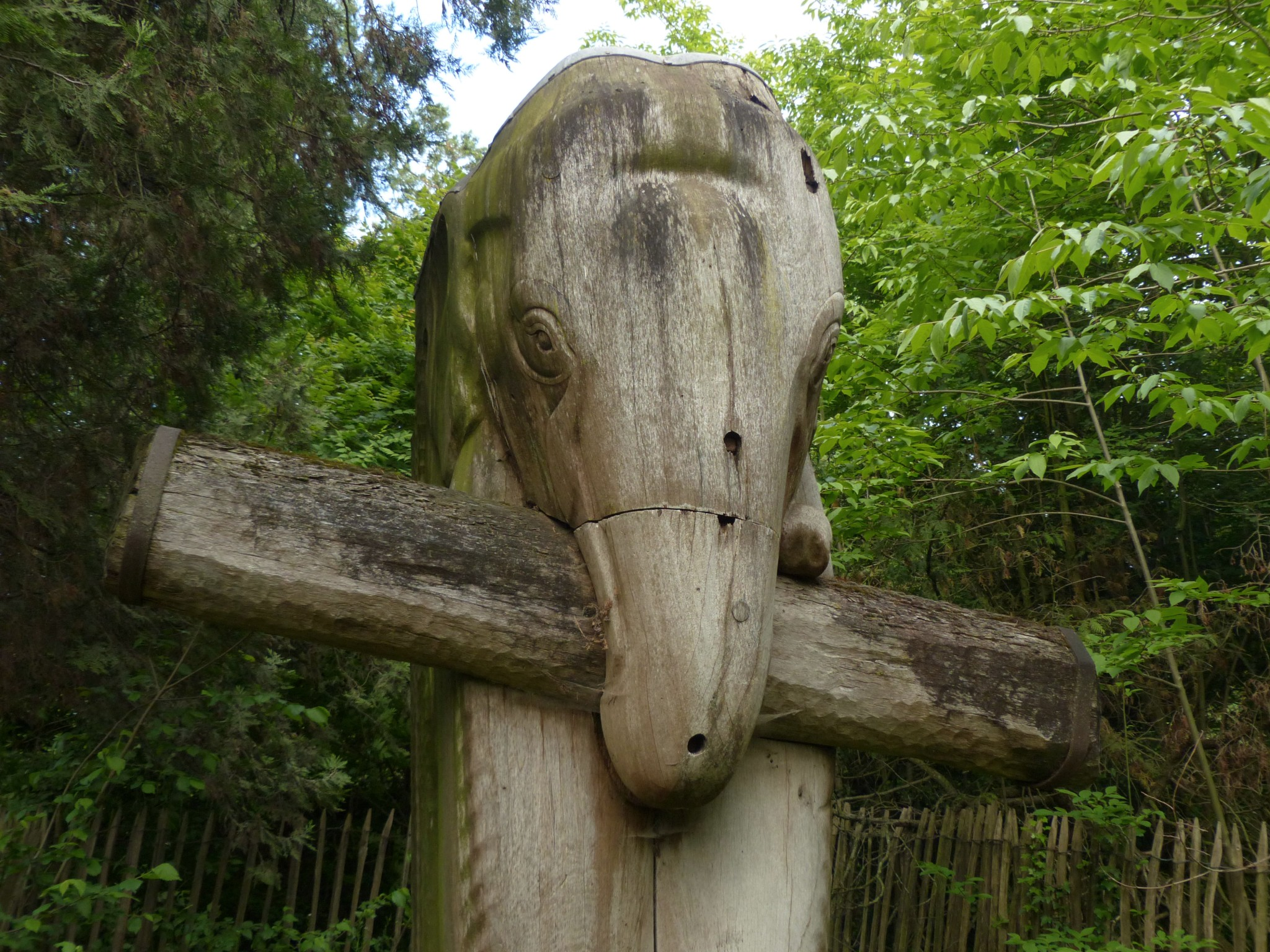
Vestigio de la exposición colonial de 1931 en el recinto de la Pagoda de Vincennes.

En 1977, el Museo de las Industrias de la Madera de la ciudad de París se convirtió en pagoda. Está dirigido por el Instituto Budista Internacional, una asociación fundada en 1969 por el exministro Jean Sainteny. La pagoda fue inaugurada el 28 de octubre de 1977 por Jacques Chirac, alcalde de París. La asociación se disolvió en 2003 y la pagoda Bois de Vincennes pasó a manos de la Unión Budista de Francia.
Desde su creación, la pagoda de Vincennes ha sido ocupada por varias obediencias de las escuelas budistas de la región parisina y no tiene ningún religioso a la cabeza. La pagoda es un lugar común de culto. ; alberga el Buda más grande de Europa que está recubierto de pan de oro y mide, con su base, más de 9 mètres altura. El sitio sigue siendo propiedad de la ciudad de París.
En el recinto de la pagoda de Vincennes también se construyó entre 1983 y 1985 el templo budista tibetano de Kagyu-Dzong.

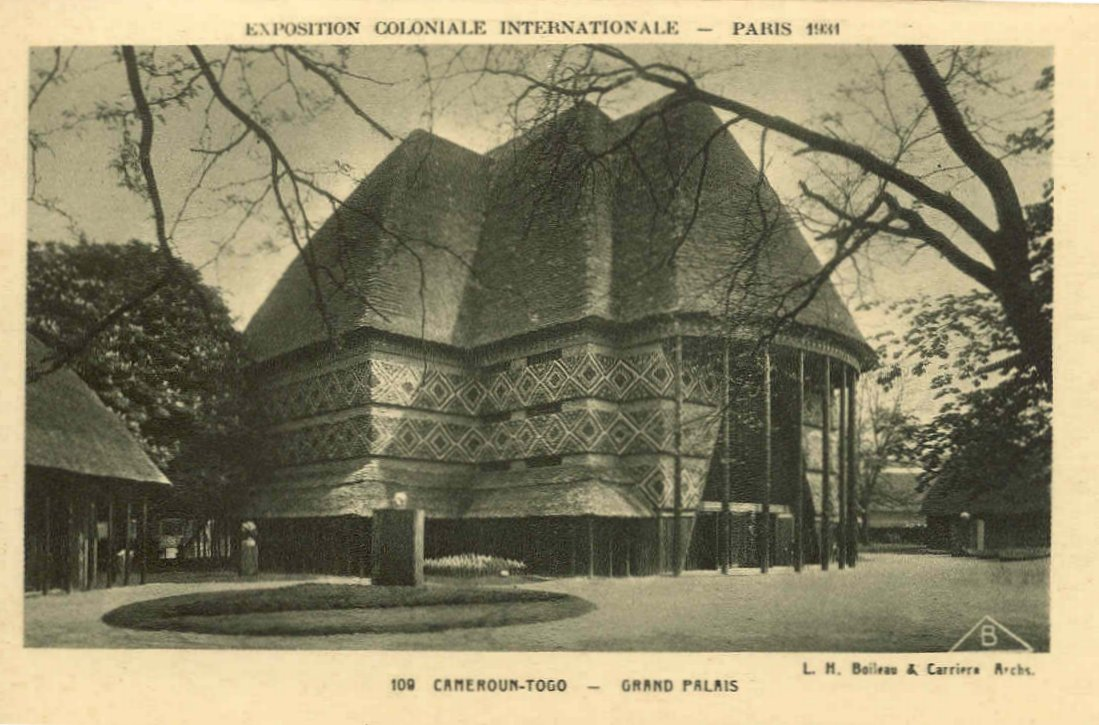
Pabellón de Camerún y Togo
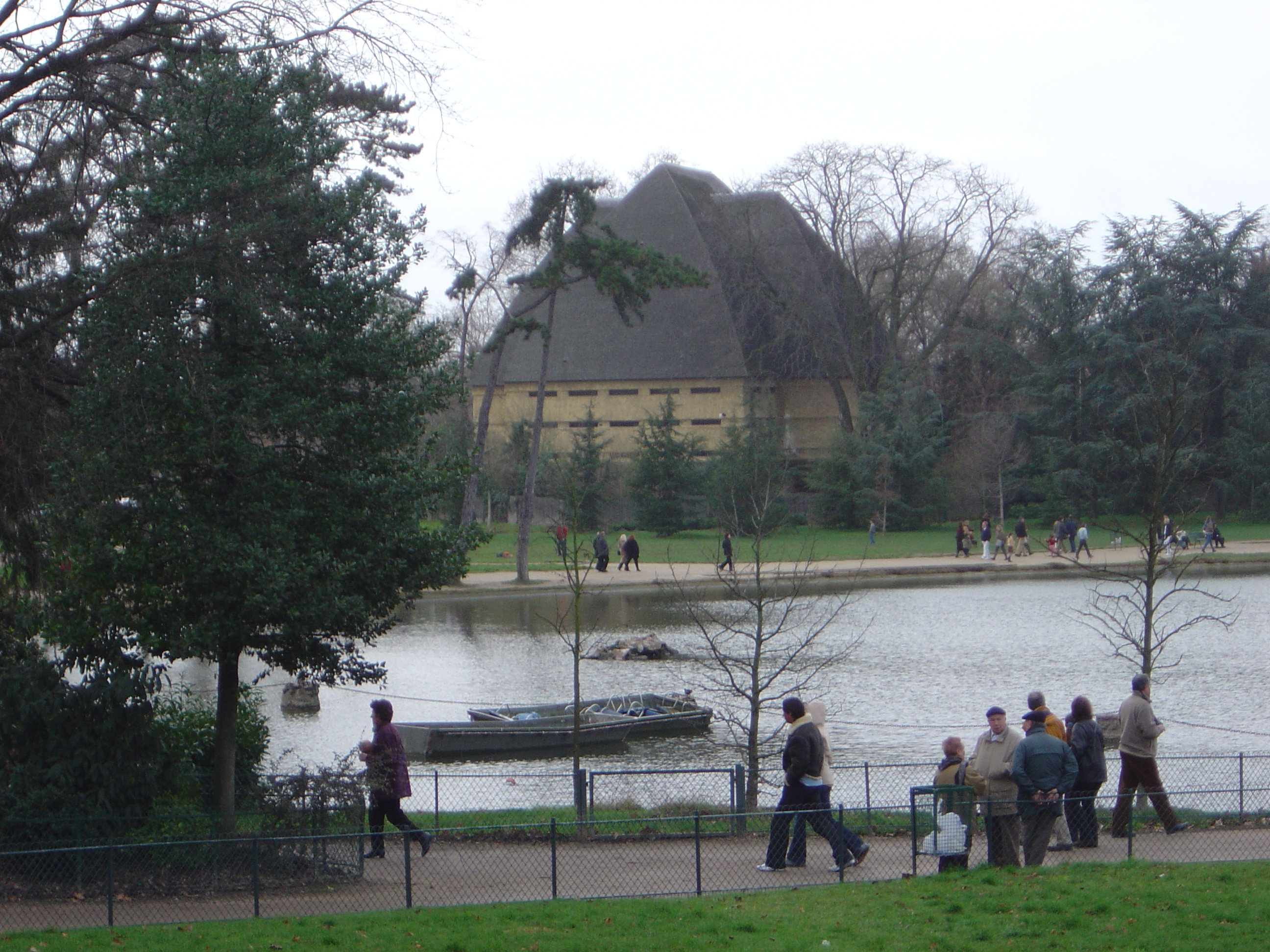
El Templo Budista de la Pagoda de Vincennes a orillas del lago Daumesnil

## reliquias

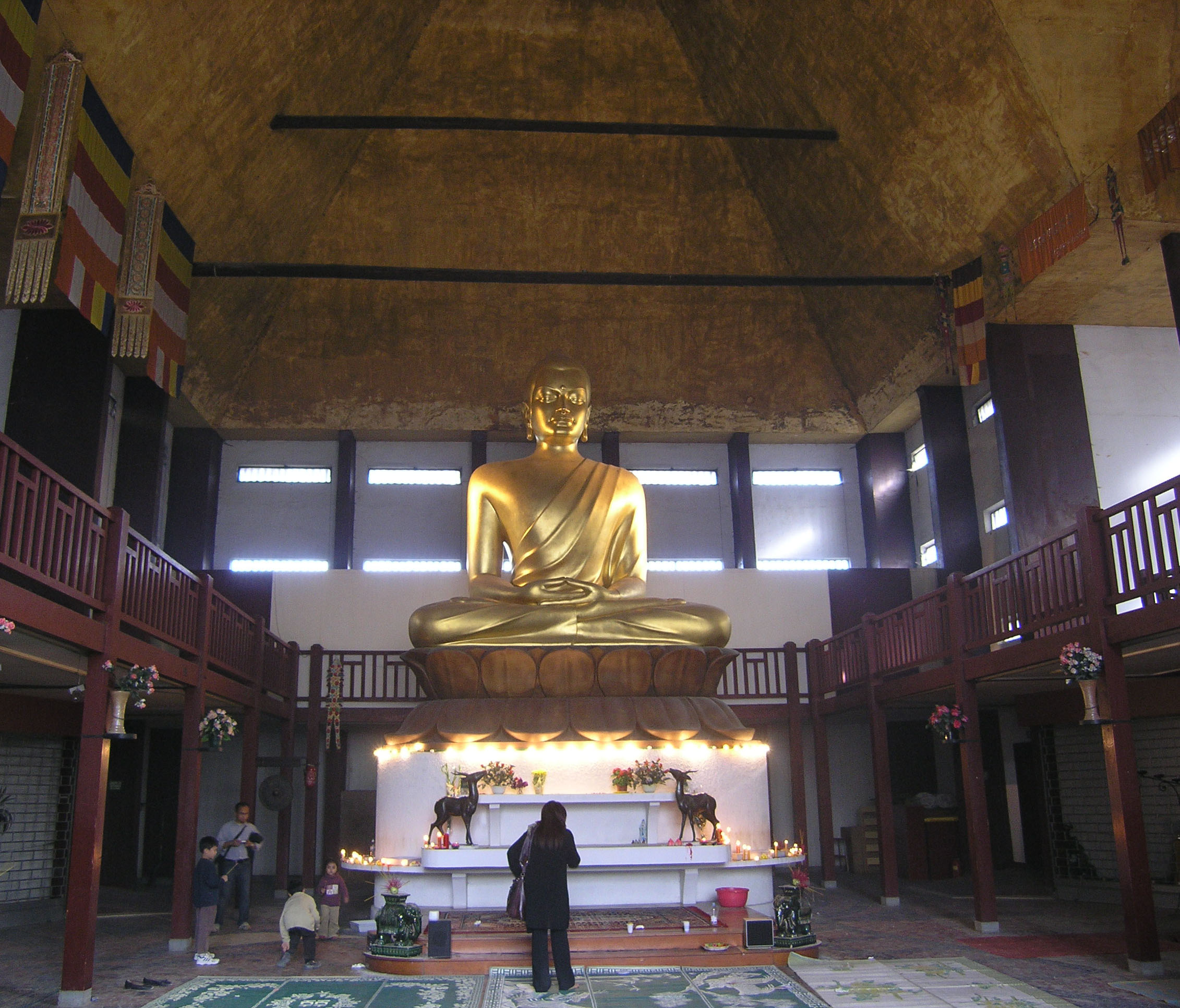
El gran Buda de la pagoda de Vincennes

Las reliquias del Buda histórico de Wat Saket en Bangkok han sido depositadas en la Gran Pagoda de Vincennes, que se convierte así en el centro espiritual del budismo en Europa.
la17 mai 200917 de mayo de 2009 , las reliquias, restos de cuerpos cremados alojados en una burbuja de vidrio encerrada en una escultura dorada que representa una pagoda, fueron transportadas por cuatro hombres en un palanquín rojo y dorado para ingresar al templo. Fue un regalo de Tailandia a Francia.
Desde entonces son visibles bajo la estatua principal.
Estas reliquias no están destinadas a quedarse indefinidamente, es posible que sean prestadas a otros países como parte de un intercambio.

## Acceso
La pagoda Bois de Vincennes se encuentra en 40, route de Ceinture-du-Lac-Daumesnil en el 12 12 . de París . No está abierta al público de forma permanente, pero sí según su calendario de actividades y más concretamente con motivo de la festividad de Vesak .
Este sitio es servido por la estación de metro Porte Dorée .

### Artículo relacionado
- kagyu dzong

- Datos: Q2985016
- Multimedia: Pagode de Vincennes / Q2985016